# Dekret
Et dekret er et påbud udstedt af en leder eller en ledelse. Det bruges især om beslutninger, som træffes af et forvaltningsorgan, f.eks. en regering, udenom en lovgivende forsamling.
Dekreter er et begreb, der kan bruges i vid omfang. I USA kan præsidenten gå uden om kongressen (lovgivende forsamling) og udstede særlige præsidentielle dekreter, hvis han ikke kan få sine ønsker igennem kongressen.
Ordet dekret stammer fra det  latinske decretum, perfektum participium af decernere - afgøre